# تترااتیل‌متان
تترااتیل‌متان (به انگلیسی: Tetraethylmethane) یک ترکیب شیمیایی با شناسه پاب‌کم ۱۴۰۲۰ است. شکل ظاهری این ترکیب، مایع شفاف بی‌رنگ است.